# Хардин (Тексас)
Хардин (енгл. Hardin) град је у америчкој савезној држави Тексас. По попису становништва из 2010. у њему је живело 819 становника.

## Демографија
Према попису становништва из 2010. у граду је живело 819 становника, што је 64 (8,5%) становника више него 2000. године.
| Група             | 2000.       | 2010.       |
| Белци             | 718 (95,1%) | 716 (87,4%) |
| Афроамериканци    | 4 (0,5%)    | 8 (1,0%)    |
| Азијати           | 1 (0,1%)    | 1 (0,1%)    |
| Хиспаноамериканци | 31 (4,1%)   | 76 (9,3%)   |
| Укупно            | 755         | 819         |